# Wonoredjo
Wonoredjo is een plaats in het district Marowijne in Suriname. Het ligt vast aan Moengo, ten oosten van de Walter Bursideweg.
Het dorp heeft een openbare basisschool en een polikliniek van de RGD met een eigen ambulance. In mei 2015 legde vicepresident Ronnie Brunswijk de eerste steen voor de bouw van een gezondheidscentrum.
In 1941 is de dorpsgemeente Wonoredjo opgericht voor de Javaanse Surinamers die bij Suralco werkten. In het dorp wonen nog steeds veel Surinamers van Javaanse komaf. Als Wonorejo geschreven komt de plaatsnaam veelvuldig voor in Indonesië.